# John Milnor
John Willard Milnor (Orange, 20 febbraio 1931) è un matematico statunitense, noto per i suoi lavori in topologia differenziale, K-teoria e sistemi dinamici, e per i suoi libri ritenuti un modello di scrittura matematica. Vinse la Medaglia Fields nel 1962, il Premio Wolf per la matematica nel 1989 e il Premio Abel nel 2011.

## Biografia
Studente all'Università di Princeton, dimostrò nel 1950 un primo risultato nella teoria dei nodi, noto come il Teorema di Fary-Milnor. Nella sua tesi studiò un altro argomento della teoria dei nodi, il gruppo fondamentale di un link. Lavorò quindi a Princeton come docente.
Sposato con Dusa McDuff, ricercatrice che ha dato contributi importanti nella geometria simplettica, sono attualmente entrambi professori alla State University of New York at Stony Brook.
Per i suoi lavori in teoria dei nodi e più generalmente in topologia differenziale, ricevette nel 1962 la Medaglia Fields e il Premio Wolf nel 1989; gli fu assegnato per due volte il Premio Steele, nel 1982 e nel 2004, rispettivamente per i suoi contributi alla ricerca e all'esposizione e il Premio Abel nel 2011 per i suoi lavori in geometria, topologia e algebra.

## Contributi
Milnor è editore di Annals of Mathematics dal 1962. Tra i suoi libri troviamo (in inglese) Topology from the Differentiable Viewpoint, Morse Theory, Characteristic Classes (con James Stasheff), Lectures on the h-Cobordism Theorem, Dynamics in One Complex Variable, e Singular Points of Complex Hypersurfaces.
Tra i suoi risultati più spettacolari, vi è la dimostrazione dell'esistenza di sfere esotiche in dimensione 7, un termine da lui coniato per indicare delle varietà differenziabili omeomorfe ma non diffeomorfe alla sfera. Dimostrò successivamente con Michel André Kervaire che il numero di tali sfere è esattamente 28.